# Naïs
Naïs, ou Opéra pour la Paix är en opera (pastorale héroïque) i en prolog och tre akter med musik av Jean-Philippe Rameau och libretto av Louis de Cahusac.

## Historia
Rameaus Opéra pour la Paix (som den var känd under) skrevs för att fira fredsfördraget i Aix-la-Chapelle som avslutade det Österrikiska tronföljdskriget (1740-48). Den hade premiär den 22 april 1749 på Parisoperan. Den ursprungliga titeln var Le triomphe de la paix (Fredens triumf) men byttes då kritik framfördes mot fredsfördragets villkor.

## Personer
- Jupiter (basbaryton)
- Neptune (Neptunus) (haute-contre)
- Pluton (bas)
- Flore (Flora) (sopran)
- Naïs (sopran)
- Palémon (Palaimon) (basbaryton)
- Astérion (haute-contre)
- Télénus (bas)
- Tirésie (Teiresias) (bas)
- En herdinna (sopran)
- En annan herdinna (ballerina och sopran)
- Protée (Proteus) (baryton/tenor)
- Titaner, jättar, gudar, gudinnor, sjömonster, herdar och herdinnor (kör)

## Handling

### Prolog
En allegori i vilken kriget symboliseras av titanernas försök att inta himlen. Jupiter (Ludvig XV av Frankrike) slår ned upproret och delar dömandet över universum med Pluton och Neptune (satiriskt porträtt av Frankrikes forna fiende, Georg II av Storbritannien).

### Akt I
Naïs har nekat frieri från beundrarna Télènus och Astérion. Hon är ledare för de Isthmiska spelen men när hon ska kröna segraren överväldigas hon över en främlings ankomst - en förklädd Neptune.

### Akt II
Framför Tirésies grotta frågar Astérion om den kallhjärtade Naïs någonsin kommer att känna kärlek. Tirésie svarar att en främling kommer fånga hennes hjärta och att Astérion och Télènus ska ta sig i akt för havsguden.

### Akt III
Naïs varnar den utklädde Neptune att hans rivaler beväpnar sig. Men då deras skepp anfaller ser Neptune till att de förliser. Först då avslöjar han vem han är. Naïs och Neptune dyker ned till havsbotten där Neptune gör Naïs till sin drottning.